# Cieszyn
Cieszyn (csehül Těšín; németül: Teschen; latinul Tessin, régi magyar neve Tessény) dél-lengyelországi város a sziléziai vajdaságban, a cieszyni járásban. A város az Olza folyó (mely egyben államhatár Lengyelország és Csehország között) jobb partján fekszik. Az egykori egységes város balparti része Český Těšín, ma Csehországhoz tartozik. 
A város története a 9. századig nyúlik vissza és a golensica szláv törzs földvárához kapcsolódik. A város 1220 körül keletkezett. A 13. század végétől a cieszyni fejedelemség központja lett, mely formálisan 1918-ig állt fenn, uralkodói pedig először a Piast, majd a Habsburg dinasztia tagjai voltak. A város kettéosztása 1920 júliusában következett be az Osztrák–Magyar Monarchia romjain megalakuló Lengyelország és Csehszlovákia két évig tartó vitája után.

## Műemlékek
A lengyel oldalon található az egykori egységes város legtöbb műemléke elsősorban az Óvárosban (Stare Miasto) és a várhegyen.
- Várhegyen többek között Szent Miklós 9. századi román rotundája, gótikus vártorony a 14. századból ("Piast torony"), 19. századbeli Habsburg-palota, a piast-kori vár maradványai.
- Mária Magdolna (korábban dominikánus) plébániatemplom, a 13-14. század fordulójáról, a 18. században egy tűzvész után újjáépítve barokk stílusban.
- Szent György templom a 14-15. század fordulójáról.
- Szentháromság templom – késő reneszánsz, a 16-17. század fordulójáról neogótikus toronnyal.
- Irgalmasrendi kolostor a Szűz Mária mennybemenetele templommal. Épült 1697-1714-ig, átépítve 1788-ban.
- Jézus templom. Építésének kezdete 1710-ben, 1750-ben épült a tornya, Lengyelország legnagyobb evangélikus temploma.
- A ferencesek Szent Kereszt temploma, eredetileg a 17. században épült hercegi kápolna, melyet a 18. században a város átépített barokk stílusban. Mellette ferences rendház.
- Piactér (Rynek): lakóházak, városháza, szálloda "A barna szarvashoz", szökőkút Szent Flórián szobrával.
- Óváros több tucat műemlék épülettel.
- A Cieszyni Szilézia Múzeuma – Lengyelország legrégibb múzeuma igen gazdag gyűjteménnyel, többek között Peter Parler műhelyéből származó gótikus "cieszyni madonnával" 1375 körül. A múzeum mellett lapidárium.
- A nemesi udvarház a 14-19. századból.

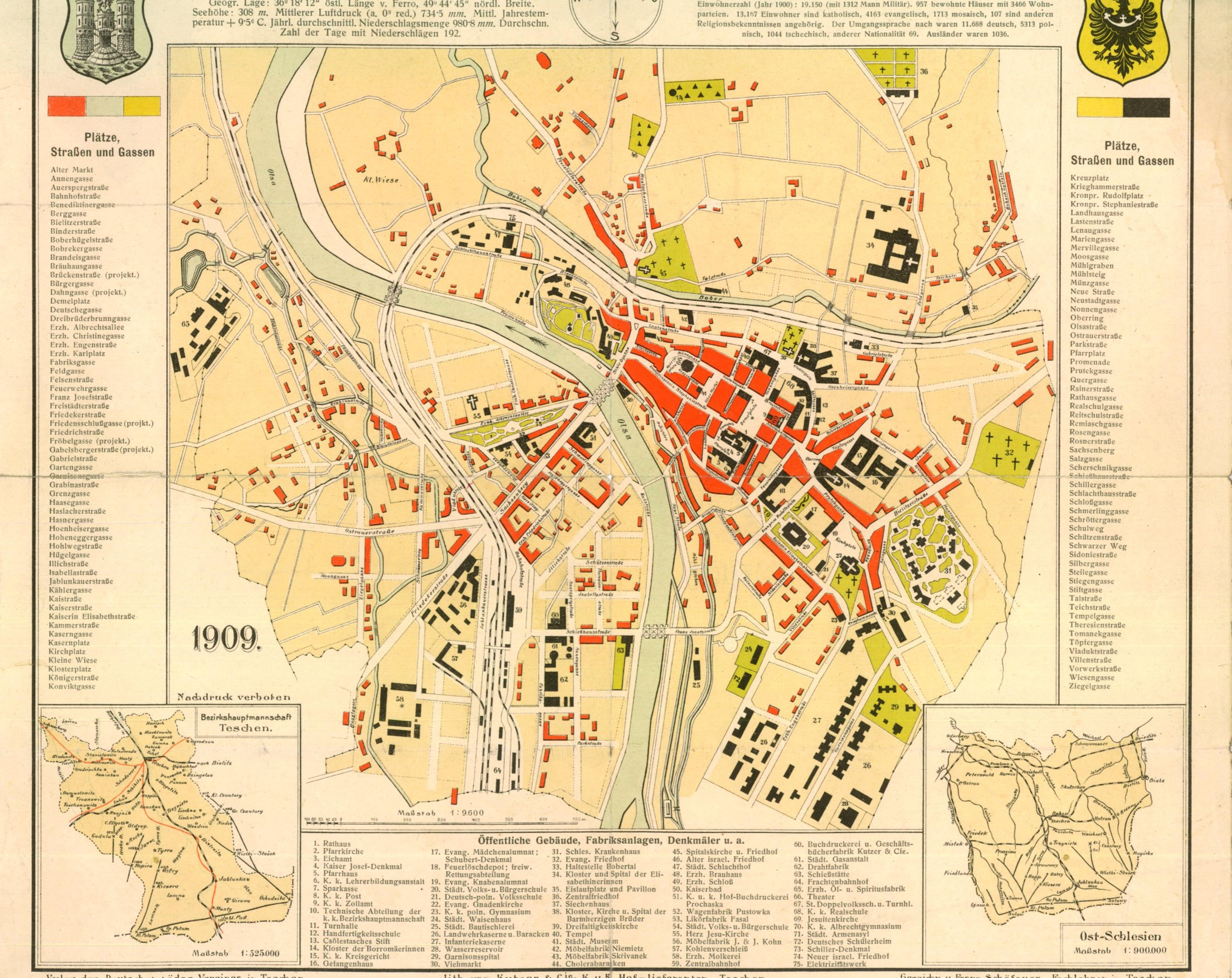
A még egységes Cieszyn térképe 1909-ből